# Aleksandra
Aleksandraⓘ (IPA: [ˌalɛˈksãndra], gr. Ἀλεξάνδρα) – żeński odpowiednik greckiego imienia Aleksander (Ἀλέξανδρος – obrońca ludzi). Imię Aleksandra w Polsce weszło w użycie w XIV wieku, a spopularyzował je m.in. Henryk Sienkiewicz, nadając to imię bohaterce Potopu.

## Popularność
Według danych z 2024 roku imię Aleksandra zajmowało 12. miejsce wśród imion żeńskich w Polsce; nosiło je 389 719 osób.
Wśród imion nadawanych nowo narodzonym dzieciom, Aleksandra w 2009 roku zajmowała 8. miejsce w grupie imion żeńskich.
Mimo negatywnej opinii Rady Języka Polskiego oraz prawnego zakazu nadawania imion w Polsce w formie zdrobniałej, zdrobnienie „Ola” zostało też zarejestrowane jako samodzielne imię – w 2009 roku u 1310, w 2001 – u 1149 Polek. W 2024 roku w Polsce imię Ola nosiło 2225 osób. W Nigerii imię Ola jest stosowane również u mężczyzn.

## Odpowiedniki w innych językach
- angielski: Alexandra, Sandy, Alex
- czeski: Alexandra, Sandra, Aleška
- francuski: Alexandre, Alexandra
- hiszpański: Alejandra
- holenderski: Sanderke, Sanderstje
- niemiecki: Alexandra, Sandra
- ukraiński: Oleksa, Ołeksandra
- włoski: Alessandra, Sandra
- jap. アレクサンドラ – Arekusandora

## Aleksandraimieninyobchodzi
- 20 marca, jako wspomnienie św. Aleksandry z Galacji;
- 21 kwietnia, jako wspomnienie św. Aleksandry Cesarzowej;
- 18 maja, jako wspomnienie św. Aleksandry, wspominanej razem ze św. Klaudią, Eufrazją, Fainą, Matroną, Julitą, Tekuzą i Teodotem);
- 2 października, jako wspomnienie św. Aleksandry z Egiptu[6];

niekiedy przypisywano imieniny Aleksandry do tych samych dat, co imieniny Aleksandra.

## Imienniczki
- Aleksandra – księżniczka Luksemburga
- Aleksandra Fiodorowna – ostatnia caryca Rosji
- Aleksandra Bubicz-Mojsa – polska śpiewaczka operowa
- Aleksandra Butlewska – polska judoczka
- Aleksandra Cieślikowa – polska językoznawczyni
- Aleksandra Dawidowicz – polska kolarka górska
- Aleksandra Dulkiewicz – polska samorządowiec
- Aleksandra Gaj – polska judoczka
- Aleksandra Hamkało – polska aktorka
- Aleksandra Jabłonka – polska piosenkarka
- Aleksandra Jagieło – z domu Przybysz – polska siatkarka
- Aleksandra Jakubowska – polska dziennikarka i polityk
- Aleksandra Kaczkowska – polska dziennikarka muzyczna
- Aleksandra Kaleta – polska judoczka
- Aleksandra Kauc – polska łyżwiarka figurowa
- Aleksandra Klejnowska – polska sztangistka
- Aleksandra Kołłontaj – rosyjska pisarka i rewolucjonistka
- Aleksandra Król – polska snowboardzistka
- Aleksandra Kurzak – polska śpiewaczka operowa
- Aleksandra Kwaśniewska – polska dziennikarka, córka b. prezydenta RP
- Aleksandra Mikołajczyk – polska aktorka
- Aleksandra Mirosław – polska wspinaczka sportowa
- Aleksandra Natalli-Świat – polska polityk
- Aleksandra Nieśpielak – polska aktorka
- Aleksandra Olsza – polska tenisistka
- Aleksandra Popławska – polska aktorka
- Aleksandra Przesław – polska aktorka
- Aleksandra Radwańska – polska aktorka
- Aleksandra Salome – królowa Judei
- Aleksandra Samusienko – radziecka czołgistka
- Aleksandra Spieczyńska – Miss Polonia z 1993 roku
- Aleksandra Stach – polska kajakarka górska
- Aleksandra Szwed – polska aktorka
- Aleksandra Śląska – polska aktorka
- Aleksandra Trusowa – rosyjska łyżwiarka figurowa
- Aleksandra Woźniak – polska aktorka
- Aleksandra Potocka – polska arystokratka
- Aleksandra Zawieruszanka – polska aktorka
- Aleksandra Zienkiewicz – polska aktorka
- Aleksandra Ziółkowska-Boehm – polska pisarka
- Alessandra Ambrosio – brazylijska modelka
- Alessandra Martines – włoska aktorka
- Alessandra Mussolini – włoska polityk
- Alexandra Burke – brytyjska wokalistka
- Alexandra Ripley – amerykańska pisarka
- Alexandra Stan – rumuńska piosenkarka

## Postacie fikcyjne o tym imieniu
- (Oleńka) Aleksandra Billewiczówna – bohaterka powieści Potop Henryka Sienkiewicza, ukochana Andrzeja Kmicica
- Aleksandra Śniegocka - bohaterka powieści Stulecie Winnych Ałbeny Grabowskiej
- Aleksandra Krynicka z domu Raniewska - bohaterka filmu 1920 Bitwa warszawska